# BullGuard
BullGuard è una società di sicurezza informatica fondata nel 2002 da Morten Lund e Theis Søndergaard. BullGuard produce principalmente prodotti di internet security e antivirus per utenti privati e piccole/medie aziende.
BullGuard ha il suo quartier generale a Londra e ha uffici in Australia, Belgio, Danimarca, Francia, Germania, Romania, Svezia e USA.
In base al suo motto ("Sicuro. Semplice. BullGuard."), l'elemento fondamentale attorno al quale BullGuard sviluppa tutti i suoi software è la semplicità di utilizzo.
Il logo di BullGuard è un bulldog. Il cane da guardia simboleggia sia la protezione fornita dalla società ai propri utenti sia la facilità di utilizzo dei relativi prodotti. Il bulldog è tuttavia   un vero cane chiamato Winston, che apparteneva ad un impiegato della società. Sebbene Winston sia ormai andato in pensione, occasionalmente visita ancora gli uffici di BullGuard.
BullGuard è un Microsoft Gold Certified Partner e un OPSWAT Certified Partner., con sia la certificazione OPSWAT Gold Certified Antivirus che la certificazione OPSWAT Mobile Certified Android.

## Storia
BullGuard è stata fondata nel 2002 da due imprenditori danesi, Morten Lund e Theis Søndergaard. Il loro scopo era quello di creare un prodotto di Internet Security che includesse tutte le caratteristiche di sicurezza necessarie per proteggere gli home users, senza tuttavia essere troppo complicato.
La prima versione di BullGuard Internet Security è stata lanciata nel giugno 2002.
Nel 2003, i clienti registrati dall'azienda erano già oltre i 3 milioni. Questo ha segnato un record nel Regno Unito.
Nel 2005 i suoi prodotti hanno ottenuto un'ulteriore notorietà, specialmente nel Regno Unito e nell'Unione europea, e svariati riconoscimenti da riviste di sicurezza informatica e di computer, come ad esempio: Computer Buyer, PC Answers, PC Plus, PC Pro, Top Ten, Virus Bulletin e Which?.
Dal 2007 BullGuard ha iniziato a partecipare ai test di Virus Bulletin, ottenendo fin dal primo test la certificazione VB100 su Microsoft Windows XP con uno dei più alti tassi di rilevamento.
Oltre a sviluppare prodotti per la sicurezza dei computer, BullGuard ha anche lavorato nella sicurezza dei prodotti mobile. Infatti, nel 2005, BullGuard è stata tra le prime aziende a lanciare prodotti un prodotto di mobile security, disponibile per: BlackBerry, Nokia Symbian e Microsoft Windows Mobile.
In febbraio 2011, BullGuard annunciò la sua partnership con Juniper Networks per il co-brand e la vendita di BullGuard Mobile Security 10 basato su Junos Pulse Mobile Security Suite, la suite di sicurezza informatica di Juniper per i dispositivi mobili.
In maggio 2011, BullGuard ha lanciato BullGuard Mobile Security sull'Android Market.
In marzo 2012, BullGuard ha raggiunto il 98,6% del tasso di rilevamento del malware su AV Comparatives. Questo ha segnato il più alto tasso di rilevamento registrato da AV Comparatives Test.
Stando a quanto pubblicato da Virus Bulletin, alla fine del 2012, BullGuard è stata una delle sole otto compagnie ad aver sempre ottenuto il VB100 per la categoria di Microsoft Windows 7, insieme a: AVG, Avira, ESET, FRISK Software International, G Data, Kaspersky and F-Secure.
BullGuard ha ottenuto ben presto la certificazione Windows 8 approved security products di AV-Comparatives.

## AV Test e Confronti
Nella classifica 2011 Internet Security Suite Review di TopTenREVIEWS, BullGuard Internet Security si è piazzata nona, mentre BullGuard Mobile Security è al primo posto nella classifica 2011 Mobile Security Software Review.

### Virus Bulletin
Dal 2007 BullGuard ha iniziato a partecipare ai test di Virus Bulletin, ottenendo fin dal primo test la certificazione VB100 su Microsoft Windows XP con uno dei più alti tassi di rilevamento.
Da giugno 2007 a dicembre 2012 BullGuard ha passato con successo 17 test Virus Bulletin, fallendone solamente 2.
Nel giugno 2011, BullGuard Antivirus è entrato nella top 3 (su 43 prodotti) con un risultato di 97.7% nel RAP (reactive and proactive) test. Inoltre, nell'ultimo grafico - che copre le medie RAP sul periodo febbraio-agosto 2011, emesso da Virus Bulletin, BullGuard Antivirus è riuscito ad ottenere la prima posizione.
Stando a quanto pubblicato da Virus Bulletin alla fine del 2012, BullGuard è stata una delle sole otto compagnie ad aver sempre ottenuto il VB100 per la categoria di Microsoft Windows 7, insieme a: AVG, Avira, ESET, FRISK Software International, G Data, Kaspersky and F-Secure.

### AV-Comparatives
Dal marzo 2012 BullGuard ha iniziato a partecipare pure ai test di AV-Comparatives. Nel suo primo test, marzo-giugno 2012, BullGuard Internet Security ha raggiunto il 99.2% di protection rate (tasso di protezione) nel Real World Protection-Test e il 98.6% di detection rate (tasso di rilevamento).
BullGuard ha ottenuto ben presto la certificazione Windows 8 approved security products di AV-Comparatives.

### AV-Test
Dal 2010 BullGuard ha iniziato a partecipare pure ai test di AV-Test..
Negli ultimi 3 "home user test" di AV-Test su Microsoft Windows XP, da quello di settembre/ottobre 2011 a quello di luglio/agosto 2012, BullGuard ha sempre raggiunto il 6.0/6.0 in protezione e almeno un minimo di 4.5/6.0 in semplicità di utilizzo.

## BullGuard Internet Security
Il prodotto di punta di BullGuard è l'all-in-one suite di Internet Security, BullGuard Internet Security.

### BullGuard Internet Security 2004 (4.5)
La beta del programma per BullGuard Internet Security 2004 è stata lanciata nel maggio del 2004. La suite includeva i moduli di: BullGuard Antivirus, BullGuard Firewall e BullGuard Online Backup.
Il supporto a BullGuard Internet Security 2004 è stato ufficialmente interrotto il 26 ottobre 2007.

### BullGuard Internet Security 2005 (5.0)
In BullGuard Internet Security 2005 venne implementato un nuovo Firewall, basato sulla tecnologia Sygate, e venne aggiunto il nuovo modulo AntiSpam, Bullguard Spamfilter.

### BullGuard Internet Security 2006 (6.0)

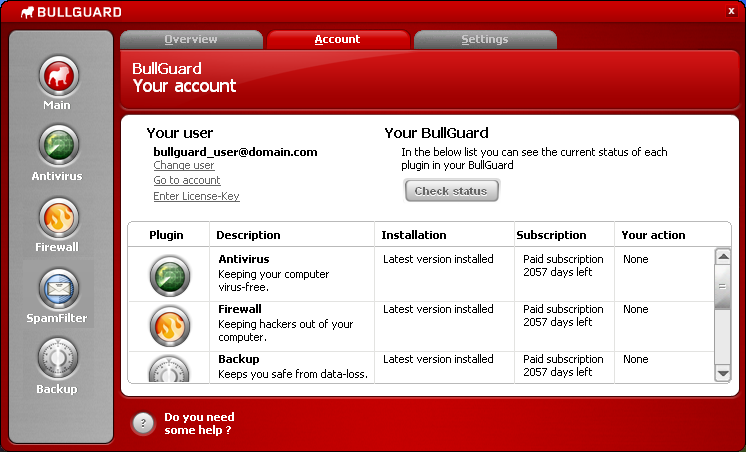
BullGuard Internet Security 2006

In BullGuard Internet Security 2006, il modulo di Spamfilter venne ulteriormente potenziato e semplificato in quanto a semplicità di utilizzo. Inoltre vennero aggiunte alcune funzionalità avanzate per la scansione delle e-mail da parte dell'Antivirus.

### BullGuard Internet Security 2007 (7.0)
BullGuard Internet Security 2007 segna una nuova pietra miliare per i prodotti BullGuard, in quanto introduce modifiche a tutti i moduli e una nuova interfaccia grafica. Il Firewall basato sulla tecnologia Sygate viene sostituito da una nuova tecnologia di Outpost che permette una migliore e più approfondita gestione del traffico di rete. Le funzionalità per rilevamento e la rimozione di Spyware dell'Antivirus vengono ulteriormente migliorate. Il modulo per l'Online Backup viene modificato per permettere il backup delle e-mail per Outlook Express e Microsoft Outlook.
Infine, in BullGuard Internet Security 2007 viene implementato un nuovo modulo per il Supporto che fornisce accesso istantaneo, via Live Chat o e-mail, al team di supporto tecnico di BullGuard.

### BullGuard Internet Security 2008 (8.0)
In BullGuard Internet Security 2008 vengono introdotte diversi cambiamenti che migliorano le pervormance e l'interfaccia grafica. Sia allo Spamfilter sia al modulo per l'Online Backup viene aggiunto il supporto a Mozilla Thunderbird.

### BullGuard Internet Security 2009 (9.0)

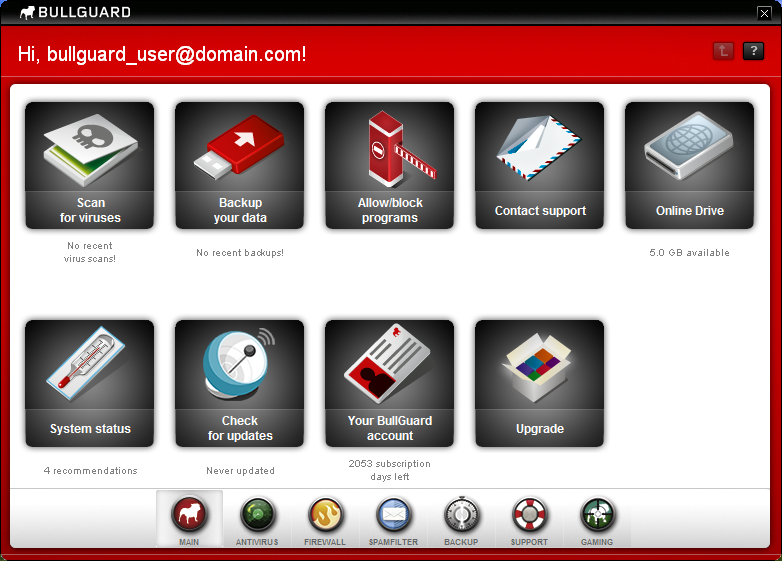
BullGuard Internet Security 2009

A BullGuard Internet Security 2009 viene aggiunto anche un modulo di AntiPhishing.
A Spamfilter vengono aggiunti nuove funzionalità e il supporto a Windows Live Mail e a IncrediMail.
Al Firewall vengono aggiunte nuove funzionalità, tra cui una whitelist locale per le applicazioni più comunemente usate.
Alla versione viene anche aggiunta una modalità di "Game Mode", che protegge l'utente senza abbassare la qualità e la velocità di gioco.

### BullGuard Internet Security 2010 (10.0)
BullGuard Internet Security 2010 aggiunge un nuovo modulo di Safe browsing, per protezione durante la navigazione online.

## BullGuard Mobile Security
Il secondo prodotto di punta di BullGuard è l'all-in-one suite di Mobile Security, BullGuard Mobile Security.

### BullGuard Mobile Security 10
BullGuard Mobile Security 10 supporta quattro sistemi operativi mobile – Android, Nokia Symbian, Windows Mobile e Blackberry –, coprendo oltre l'80% del mercato degli smartphone.
Caratteristiche principali:
- Antivirus & Antispyware
- BullGuard Mobile Backup
- Antitheft, localizzazione GPS e funzione wipe data
- Parental control
- Supporto 24/7
- Firewall e Spamfilter, disponibili solo per sistemi operativi: Nokia Symbian e Windows Mobile

## Altri prodotti

### BullGuard Online Backup
BullGuard Online Backup è un servizio di backup remoto che memorizza i file importanti online.
Caratteristiche principali:
- Online Backup wizard
- Backup automatici
- Accesso illimitato ai file da qualsiasi computer connesso a Internet
- Trasferimenti e memorizzazione sicura
- E-mail backup integrato con: Microsoft Outlook, Outlook Express, Mozilla Thunderbird and Windows Mail
- Supporto 24/7

### BullGuard Spamfilter
BullGuard offre gratuitamente BullGuard Spamfilter, un filtro AntiSpam per le e-mail. BullGuard Spamfilter è anche integrato all'interno di BullGuard Internet Security.
Caratteristiche principali:
- Spamfilter guide
- Funziona con Microsoft Outlook, Outlook Express, Mozilla Thunderbird e Windows Mail
- Protezione da: malicious e-mail, spam, scams, ...
- Supporto 24/7